# Дзюдо
Дзюдо́ (яп. 柔道 дзю: до:, дословно — «мягкий путь»; в России также часто используется вариант перевода «гибкий путь») — японское боевое искусство, философия и спортивное единоборство без оружия, созданное в конце XIX века на основе дзюдзюцу японским мастером боевых искусств Дзигоро Кано  (яп. 嘉納 治五郎 Кано: Дзигоро: 1860 —  1938), который также сформулировал основные правила и принципы тренировок и проведения состязаний.

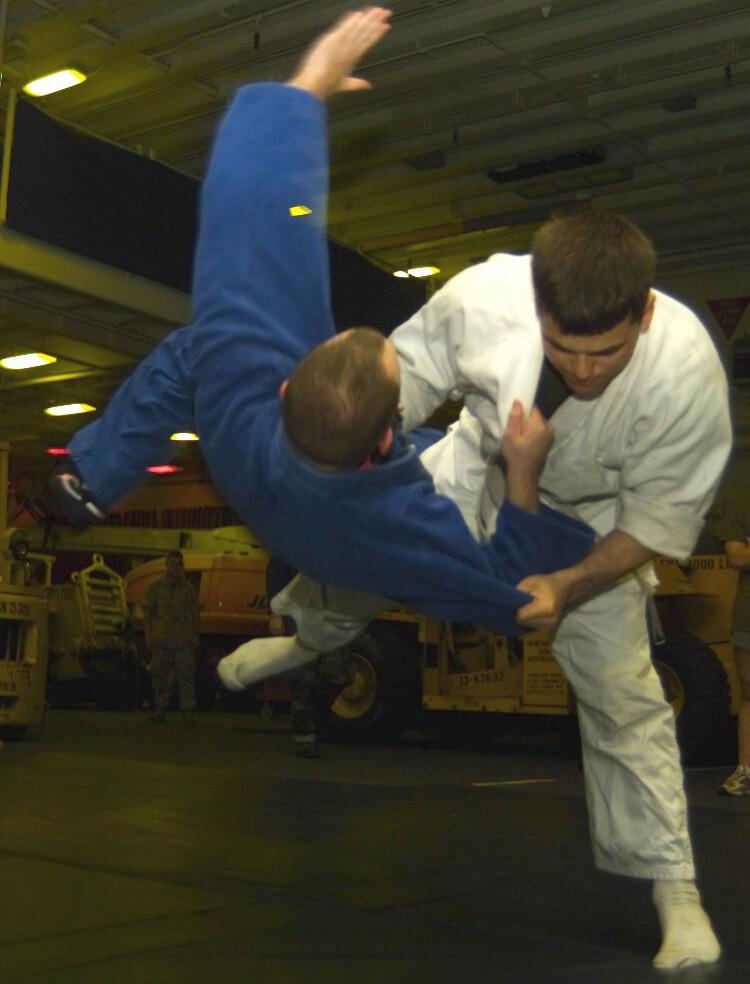
Выполнение броска дзюдо из стойки (тати вадза)

Датой рождения дзюдо считается день основания Кано первой школы дзюдо Кодокан (яп. 講道館 ко:до:кан, «Институт изучения Пути») в 1882 году. По принятой в Японии классификации, дзюдо относится к так называемым «современным» боевым искусствам (гэндай будо, в противоположность традиционным воинским искусствам — корю будзюцу).
В отличие от бокса, карате и других видов единоборств с преобладающей ударной техникой в стойке, основу дзюдо составляют броски, болевые приёмы, удержания и удушения, как в стойке, так и в партере. В исторических разновидностях дзюдо на этапе его зарождения и становления присутствовала высокоразвитая ударная техника (атэми вадза), которая продолжает изучаться в разновидностях дзюдо преподаваемых для военных и полиции, а также для самозащиты, в то время как в соревновательных стилях (спортивное дзюдо) удары и часть наиболее травмоопасных приёмов изучаются только в форме ката, где целью выполнения приёма является лишь отработка последовательности действий и точности движений с партнёром, и строго запрещены на открытых соревнованиях. От других видов борьбы (греко-римская борьба, вольная борьба) дзюдо отличается меньшим применением физической силы при выполнении приёмов и большим разнообразием разрешённых технических действий.
Обладая значительной философской составляющей, дзюдо базируется на трёх главных принципах:
1. взаимная помощь и понимание для достижения большего прогресса,
2. наилучшее использование тела и духа,
3. поддаться, чтобы победить.

Перед занимающимися дзюдо традиционно ставятся цели физического воспитания, подготовки к рукопашному бою и совершенствования сознания, что требует дисциплины, настойчивости, самоконтроля, соблюдения этикета, понимания соотношения между успехом и необходимыми для его достижения усилиями.
В настоящее время параллельно развиваются так называемое «традиционное» дзюдо (представленное Кодокан дзюдо и рядом других школ дзюдо) и «спортивное» дзюдо, соревнования по которому проводятся на международном уровне и входят в программу Олимпийских игр. В спортивном дзюдо, развиваемом Международной федерацией дзюдо (IJF), делается больший акцент на соревновательную составляющую, в то время как в традиционном дзюдо дополнительное внимание уделяется вопросам самообороны и философии, что, не в последнюю очередь, повлияло на различия в правилах соревнований и разрешённых приёмах.
Техника дзюдо была положена в основу многих современных стилей единоборств, в том числе самбо, бразильского джиу-джитсу, Каваиси Рю дзюдзюцу, Косэн дзюдо. Дзюдо в юности занимались Морихэй Уэсиба (создатель айкидо), Мицуё Маэда (родоначальник бразильского джиу-джитсу), Василий Ощепков (один из создателей самбо) и Годзо Сиода (основатель стиля Ёсинкан айкидо).

## История

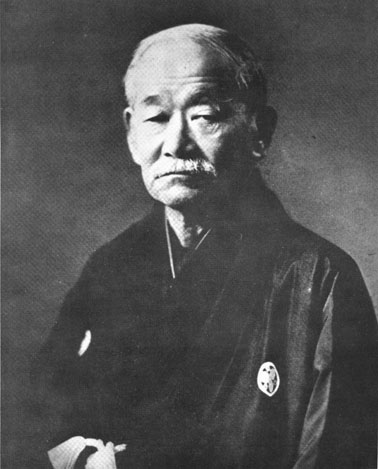
Основатель дзюдо Дзигоро Кано

Становление дзюдо пришлось на 1880-е годы, тяжёлый для боевых искусств период после реставрации Мэйдзи. В то время среди лидеров Японии господствовала политика заимствования западной культуры и традиционные воинские искусства (будо) переживали не лучшие времена. Старые мастера прекращали вести занятия, некоторые даже умирали в нищете.
Ранняя история дзюдо неотделима от истории жизни его создателя — Дзигоро Кано, выдающегося японского общественного деятеля и педагога, чья деятельность была отмечена орденом Восходящего солнца. Дзигоро Кано с детства интересовался дзюдзюцу, в юности изучал стили дзюдзюцу школ Тэндзин Синъё-рю и Кито-рю. На их основе он разработал новую систему борьбы, которой дал название Кодокан дзюдо.
Название дзюдо уже использовалось к тому времени в японских боевых искусствах как синоним названия дзюдзюцу (джиу-джитсу), но Дзигоро Кано наполнил его новым содержанием, объявив основой «путь» (до) самосовершенствования, а не технику (дзюцу). Также выбором такого названия Кано хотел подчеркнуть гуманистическую направленность дзюдо, чтобы лишний раз отметить его отличие от дзюдзюцу, рассматривавшееся после реставрации Мэйдзи многими людьми как занятие грубое, предназначенное только для убийства, недостойное просвещённого человека.
Кано не стал включать в список разрешённых к применению на соревнованиях по дзюдо ряд наиболее опасных приёмов из дзюдзюцу, чтобы сделать соревнования более безопасными для участников. При этом более травмоопасные приёмы продолжают изучаться в форме ката.
Первый зал школы дзюдо Кодокан имел площадь всего 12 татами (около 22 м²), но, благодаря организаторским талантам Дзигоро Кано, дзюдо довольно быстро стало широко известным. Способствовали этому и возглавленное Ассоциацией воинской добродетели (Дай Ниппон Бутокукай) движение за возрождение будо, и соревнования с представителями других школ дзюдзюцу, проходившие в период с 1885 года по 1888 год под эгидой Главного полицейского управления, в которых участвовали дзюдоисты. Одним из участников этих соревнований был Сайго Сиро, известный как «гений дзюдо».

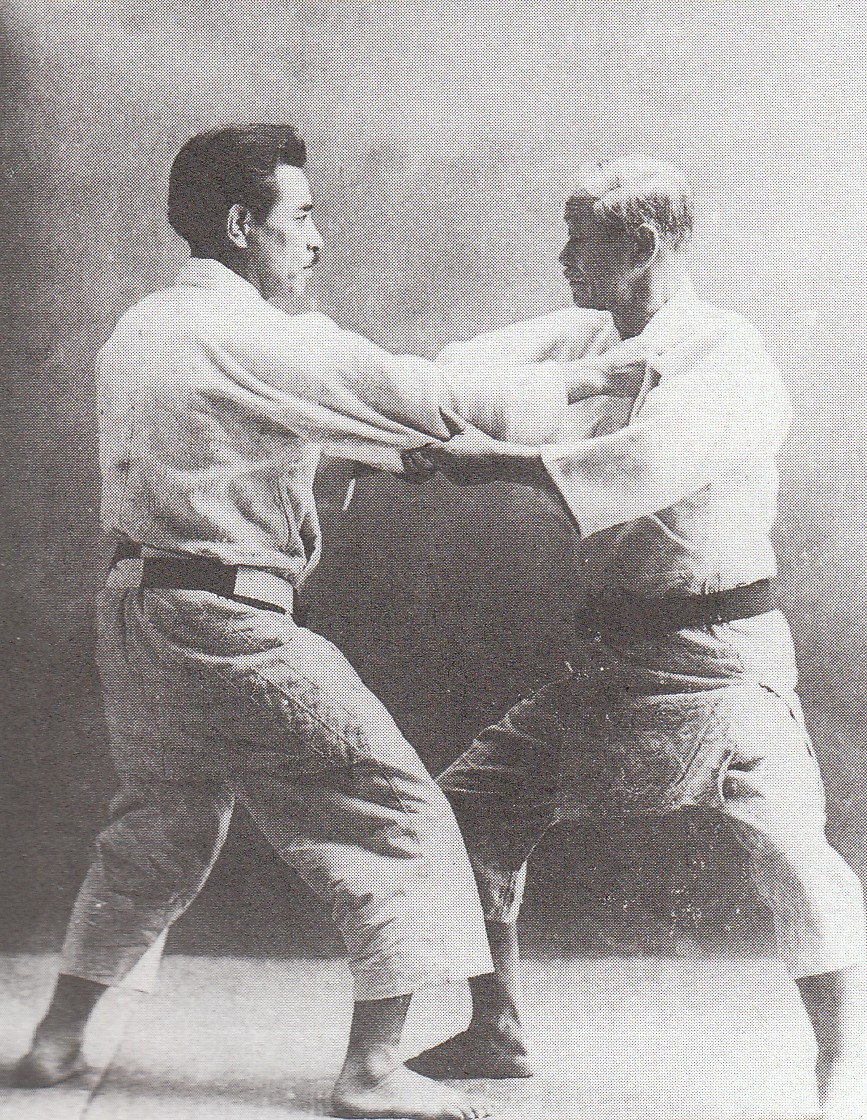
Дзигоро Кано (справа) и его ученик, Кюдзо Мифунэ (слева)

К 1887 году под руководством Кано была сформирована техническая база стиля Кодокан дзюдо, а в 1900 году разработаны правила судейства соревнований.
С сентября 1888 года, благодаря Ясиро Рокуро, дзюдо стали изучать курсанты Военно-морского училища.
Дальнейшим развитием дзюдо в Японии обязано не в последнюю очередь включением его в 1907 году, наряду с кэндо, в обязательную программу общеобразовательных средних школ, что существенно увеличило количество занимающихся и привлекло большее внимание общественности.
В 1909 году Дзигоро Кано как руководитель самой влиятельной японской спортивной организации был избран членом Международного олимпийского комитета. В 1911 году Кано основал Японскую спортивную ассоциацию и был выбран на пост её президента. В 1922 году Кано был избран членом верхней палаты японского парламента — Палаты пэров. В 1926 году в Кодокане была открыта секция дзюдо для женщин.
До самой своей смерти в 1938 году Дзигоро Кано активно развивал дзюдо в Японии и в мире. Дзигоро Кано не присваивался никакой дан (поскольку он являлся основателем дзюдо, и сам присваивал даны дзюдоистам).
Способствовал популяризации дзюдо и выход романа Цунэо Томиты «Сугата Сансиро», по которому впоследствии Куросавой был снят одноимённый фильм (известный также под названием «Гений дзюдо»).
Вторая мировая война и последовавший за капитуляцией Японии запрет оккупационных властей на преподавание воинских искусств временно остановил развитие дзюдо в Японии. После снятия в 1948 году запрета на изучение в Японии боевых искусств, занятия дзюдо снова были включены в программу общеобразовательных школ.
В 1982 году (в 100-летнюю годовщину основания Кодокана) раздел бросковой техники дзюдо Гокё-но-Вадза был переработан и расширен, затем в 1997 году в Кодокан дзюдо было добавлено ещё два броска. С 1997 года в Японии стали проводиться соревнования по ката.

### Развитие дзюдо за пределами Японии
В 1887 году в Кодокане начали заниматься дзюдо первые постоянные иностранные ученики — братья Истлэйк. В начале XX века клубы дзюдо появились в США, Франции, Великобритании. В 1903 году японский дзюдоист Ёсиаки Ямасита провёл демонстрацию приёмов дзюдо для президента США Теодора Рузвельта и далее в течение двух лет преподавал дзюдо в Военно-морской академии США.

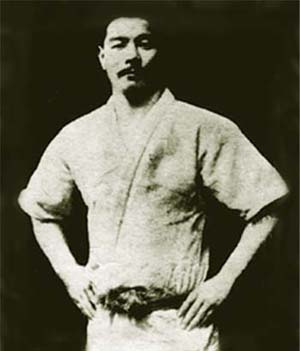
Мицуё Маэда, ученик Дзигоро Кано

В 1904 году Кано направил в США для развития дзюдо своих учеников Цунэдзиро Томиту и Мицуё Маэду. Они провели ряд показательных выступлений в Вест-Пойнте и Белом доме. Мицуё Маэда затем в одиночку отправился в турне по Америке, участвуя в соревнованиях с борцами разных стилей, и в итоге поселился в Бразилии, став основателем бразильского джиу-джитсу.
С 1910 года в Лондоне постоянно проживал Гундзи Коидзуми, 26 января 1918 года открывший там организацию изучения боевых искусств «Будоквай» (Budokwai).
В 1929 году, по просьбе посетившего Кодокан Рабиндраната Тагора, Кано направил учителя дзюдо в университет Бомбея, Индия.
В 1929 году в Германии состоялись первые европейские международные соревнования по дзюдо между дзюдоистами из английского клуба «Будоквай» и спортсменами из клубов Франкфурта-на-Майне и Висбадена. Хотя начинались эти встречи как турниры между клубами, к 1932 году они достигли уровня полномасштабных международных соревнований.
В 1932 году Дзигоро Кано выступил с речью о роли дзюдо в образовании, приуроченной к X Олимпийским играм, перед студентами Южнокалифорнийского университета Лос-Анджелеса (США). Во время Олимпийских игр, 10 августа 1932 года, Дзигоро Кано и около 200 студентов, изучавших дзюдо, провели показательные выступления и демонстрацию приёмов дзюдо.
В начале 1930-х годов Гундзи Коидзуми предложил группе друзей организовать европейский союз дзюдо, но Вторая мировая война помешала созданию организации.
24 июля 1948 году в Лондоне была создана Британская ассоциация дзюдо. А уже 26 июля того же года Великобританией, Италией, Голландией и Швейцарией был образован Европейский союз дзюдо (European Judo Union, EJU). В 1951 году в Европейский союз дзюдо вступили Австрия и Франция.
В 1951 году была создана Международная федерация дзюдо (IJF).
В 1952 году была организована Федерация любительского дзюдо США (US Amateur Judo Association, AJA). В 1953 году, совместно с Союзом любительской атлетики (Amateur Athletic Union, AAU), в Сан-Хосе (Калифорния) был проведён первый чемпионат США по дзюдо. В 1955 году AJA изменила своё название на Федерацию чёрных поясов по дзюдо (Judo Black Belt Federation, JBBF), чтобы подчеркнуть свою роль как организации национальных ассоциаций спортсменов с мастерскими степенями. Ещё через 12 лет название JBBF было изменено на Федерацию дзюдо США (US Judo Federation, USJF).
В 1952 году в Гаване прошёл первый панамериканский чемпионат по дзюдо.
В 1956 году в Токио состоялся первый чемпионат мира по дзюдо. Он проводился без разделения на весовые категории. В чемпионате участвовали представители 21 страны.
На проводившемся в 1961 году в Париже третьем чемпионате мира впервые было применено разделение спортсменов на весовые категории. В этом чемпионате голландец Антон Гесинк впервые нарушил монополию японских спортсменов, заняв первое место в абсолютной весовой категории.
В программу летних Олимпийских игр соревнования по дзюдо среди мужчин были впервые включены в Токио (1964 год).
В 1969 году из Федерации дзюдо США вышли ряд организаций и организовали Ассоциацию дзюдо США (USJA). Эта организация в результате судебного разбирательства получила равные права с Федерацией дзюдо США. К 1969 году в США занимались дзюдо уже около 135 тысяч спортсменов. В дальнейшем AAU был преобразован в организацию United States Judo Incorporated (USJI), которая стала руководящим органом по дзюдо в США, а USJF и USJA стали её равноправными членами.
В 1980 году был проведён первый чемпионат мира среди женщин.
В 1988 году дзюдо было впервые включено в программу Паралимпийских игр в Сеуле.
На Олимпийских играх 1988 года впервые были проведены женские показательные выступления по дзюдо, а спустя 4 года соревнования по дзюдо среди женщин были включены в официальную программу летних Олимпийских игр 1992 года в Барселоне.
В 2004 году соревнования по дзюдо среди женщин были включены в официальную программу летних Паралимпийских игр в Афинах.
С 2005 года Европейский союз дзюдо стал проводить соревнования по ката. В 2008 году в Париже Международная федерация дзюдо провела первый чемпионат мира по ката.

### Дзюдо в России и СССР
В Российской империи до 1914 года дзюдо было практически неизвестно, хотя отдельные приёмы дзюдо, взятые из книг по самозащите американского офицера Ганкока, изучались в Петербургской полицейской школе с 1902 года. Развитию в России и СССР дзюдо обязано в первую очередь Василию Сергеевичу Ощепкову. После ареста и смерти Ощепкова в 1937 году его ученики развили также созданный В. С. Ощепковым на основе дзюдо кодокан, но с использованием также приёмов бокса, савата, вольной борьбы, сумо, штыкового боя, элементов фехтования новый вид борьбы — самбо.
После начала в 1937 году японо-китайской войны практиковавшиеся в СССР с царских времён восточные боевые искусства, включая дзюдо, все без разбору были запрещены, а мастера подверглись репрессиям как «японские шпионы». По этой причине с конца 1930-х и до начала 1960-х годов в СССР дзюдо не развивалось. С 1957 года начались первые матчевые встречи советских самбистов со сборными соцстран по дзюдо (1957 — сборная ВНР, 1959 — сборная ГДР). Поскольку оба раза советские самбисты победили «всухую» с разгромным счётом (24:0), «в верхах» тогда не усмотрели потребности в освоении дзюдо советскими спортсменами. В феврале 1962 года произошла встреча советских самбистов и японских дзюдоистов в Японии. Повышенный интерес к дзюдо у советского руководства вернулся после того как 22 августа 1960 года на состоявшейся в Риме 57-й генеральной сессии МОК дзюдо включили в перечень олимпийских видов спорта. В срочном порядке из самбистов и борцов, которым выдали кимоно, была сформирована сборная команда СССР по дзюдо. Команда советских самбистов успешно выступила на чемпионате Европы в Эссене (ФРГ) 11—12 мая 1962 года. До 1972 года существовала только сборная команда СССР по дзюдо, подготовка вне сборной не велась, чтобы попасть в сборную спортсмену необходимо было уже иметь звание не ниже Мастера спорта СССР по самбо или борьбе, то есть постижения азов дзюдо, как это делается повсеместно, не было — состоявшихся самбистов и борцов международного класса попросту переучивали на новые правила и давали минимум необходимой японской терминологии. В 1972 году была создана Федерация дзюдо СССР и стало возможным открытие секций и кружков дзюдо в СССР. Во главе возрождающегося советского дзюдо стал Анатолий Рахлин. Строго говоря, с 1939 до 1972 гг. дзюдоистов в СССР не существовало, — были самбисты и борцы, выступавшие на соревнованиях по дзюдо. Неудивительно, что подготовка членов сборной СССР по дзюдо до начала 1970-х гг. включала в себя: футбол, баскетбол, бег, плавание, гимнастику, борьбу и самбо в дзюдоги и самбовках. Как таковое дзюдо тогда начинали изучать за 3—4 недели до предстоящих международных соревнований (кроме того не было своих мастеров-дзюдоистов, способных организовать полный курс подготовки). Г. И. Онашвили был направлен на Чемпионат мира по дзюдо 1969 года имея стаж занятий два месяца.
Федерация дзюдо России является членом Европейского союза дзюдо Архивная копия от 2 мая 2011 на Wayback Machine, который в качестве континентального подразделения входит в Международную федерацию дзюдо Архивировано 23 августа 2011 года..

### Дзюдо в мире
По состоянию на июнь 2010 года в состав IJF входит 198 национальных федераций дзюдо. Всего в мире дзюдо занимается около 28 миллионов человек, 8 миллионов из них — в Японии и около 200 тысяч — в России. По данным Международной федерации любительской борьбы (FILA), дзюдо, наряду с греко-римской борьбой, вольной борьбой и самбо, входит в четвёрку наиболее популярных в мире видов спортивной борьбы.

## Техника дзюдо

Выполнение броска Моротэ Сэойнагэ

Три главных технических раздела дзюдо стиля Кодокан составляют: ката (яп. 形  ката, букв. «форма», набор формальных упражнений, ката в дзюдо выполняются в парах), рандори (яп. 乱取り рандори, букв. «свободные захваты», борьба по предварительно заданным правилам с целью обучения каким-либо техническим приёмам), сиай (яп. 試合 сиаи, «соревнования»).
Также в программу обучения Кодокан дзюдо входят кихон (яп. 基本 кихон, «основы», этот раздел включает обучение базовым стойкам (сисэй), перемещениям (синтай и тайсабаки), самостраховке (укэми), а также кумиката — способам взятия захвата) и каппо — техника реанимации.

### Форма для занятий
Занятия дзюдо проходят на татами, дзюдоисты занимаются босиком. В качестве тренировочной одежды используется разновидность костюма для тренировок (кэйкоги) — дзюдоги. Дзюдоги состоит из куртки, штанов и пояса. Классическое дзюдоги белого цвета, но в международных соревнованиях, проводимых IJF, участники одеты в дзюдоги белого и синего цветов.

### Технический арсенал
Первоначально дзюдо включало в себя приёмы различных школ (рю) дзюдзюцу, отобранные Дзигоро Кано по принципу наибольшей эффективности, но в то же время наименее опасные при применении в соревнованиях. Первый утверждённый перечень приёмов Кодокан дзюдо (1895 год) содержал 40 бросков, объединённых в пять групп и выполняемых преимущественно из стойки.
По состоянию на февраль 2010 года технический арсенал дзюдо включает следующие разделы: нагэ вадза (яп. 投技, техника бросков), катамэ вадза (яп. 固技, техника обездвиживания) включающая удержания (осаэкоми вадза), болевые (кансэцу вадза) и удушающие (симэ вадза) приёмы и атэми вадза (яп. 当て身技, техника нанесения ударов по уязвимым точкам).
Кодокан дзюдо имеет в своём арсенале 67 приёмов нагэ вадза и 29 приёмов катамэ вадза. На их основе строится практически неограниченное количество вариативных техник (хэнка вадза).
Атэми вадза, а также ряд наиболее опасных приёмов нагэ вадза и катамэ вадза изучаются в форме ката.
В дзюдо применяются броски через спину или плечо (например, Иппон Сэойнагэ — бросок через спину захватом руки на плечо), через бедро; а также подножки, подсечки и подхваты.
Броски разделяются по стилю исполнения на тати вадза (яп. 立ち技, броски, проводимые из стойки) и сутэми вадза (яп. 捨身技, броски, проводимые с падением).
Броски, выполняемые в стойке, в свою очередь подразделяются на тэ вадза (яп. 手技 тэ вадза, броски, для проведения которых используются в основном руки), коси вадза (яп. 腰技 коси вадза, броски, для проведения которых используются бёдра и поясница) и аси вадза (яп. 足技, броски, для проведения которых используются в основном ноги).
Броски сутэми вадза подразделяются на масутэми вадза (яп. 真捨身技, броски с падением на спину) и ёко сутэми вадза (яп. 橫捨身技 ёко сутэми вадза,  броски с падением на бок).
В дзюдо имеется широкий арсенал болевых приёмов (кансэцу вадза), в том числе, рычаги и узлы.
- Рычаг — это разгибание конечности в суставе свыше физиологического предела (например, Дзюдзи-Гатамэ, рычаг локтя с захватом руки между бёдер).
- Узел — скручивание конечности в суставе (например, узел руки — Удэ-Гарами).

Болевые приёмы могут проводиться на разных суставах (локтевом или коленном суставах, кисти руки и так далее
), но, — по соображениям минимизации травм, — в спортивном дзюдо разрешены только болевые приёмы на локтевой сустав.
Техника удержаний служит для фиксирования противника спиной на татами после проведения приёма.
В дзюдо используются удушающие приёмы двух типов:
- дыхательное удушение, когда противнику механически блокируют возможность дыхания (либо за счёт пережимания дыхательного горла, либо сжатия грудной клетки[33]);
- так называемое «кровяное удушение», когда противнику пережимают сонные артерии, прекращая подачу крови (и, следовательно, кислорода) к мозгу.

Атэми вадза в дзюдо включает удэ-атэ (удары руками), аси-атэ (удары ногами) и атама-атэ (удары головой).
Техники атэми вадза, а также каппо были по большей части взяты Дзигоро Кано из соответствующих разделов школы дзюдзюцу Тэндзин Синъё Рю.
Федерацией дзюдо России составлен словарь терминов дзюдо с переводом на русский язык и комментариями.

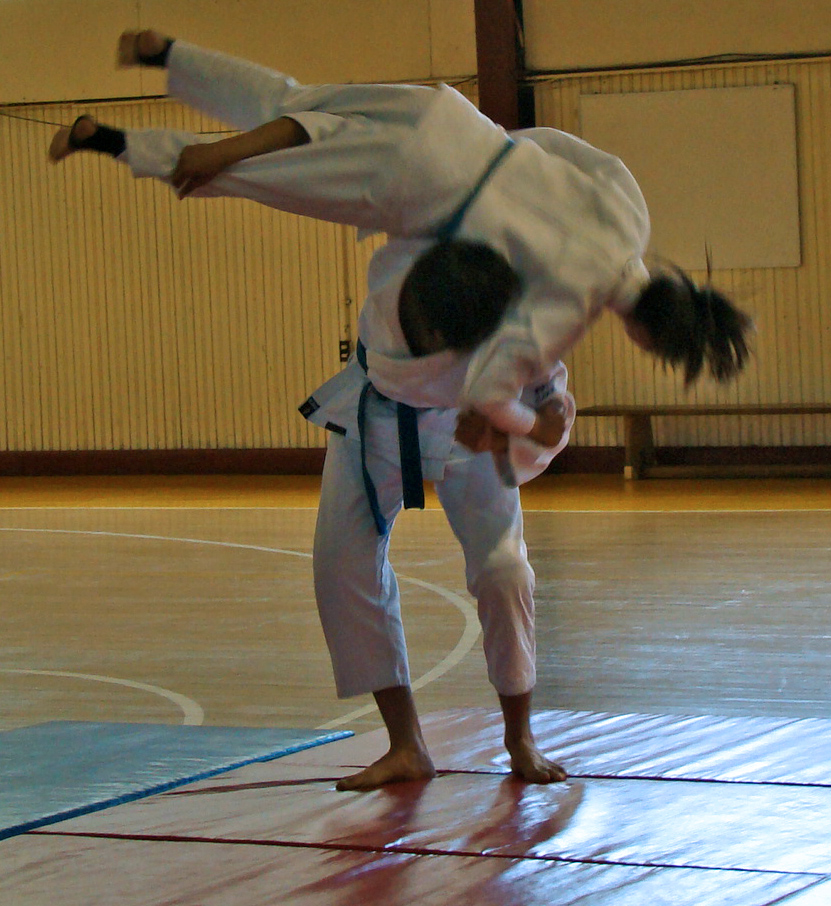
Ката Гурума, букв. «колесо через плечи», бросок через плечи, «мельница»
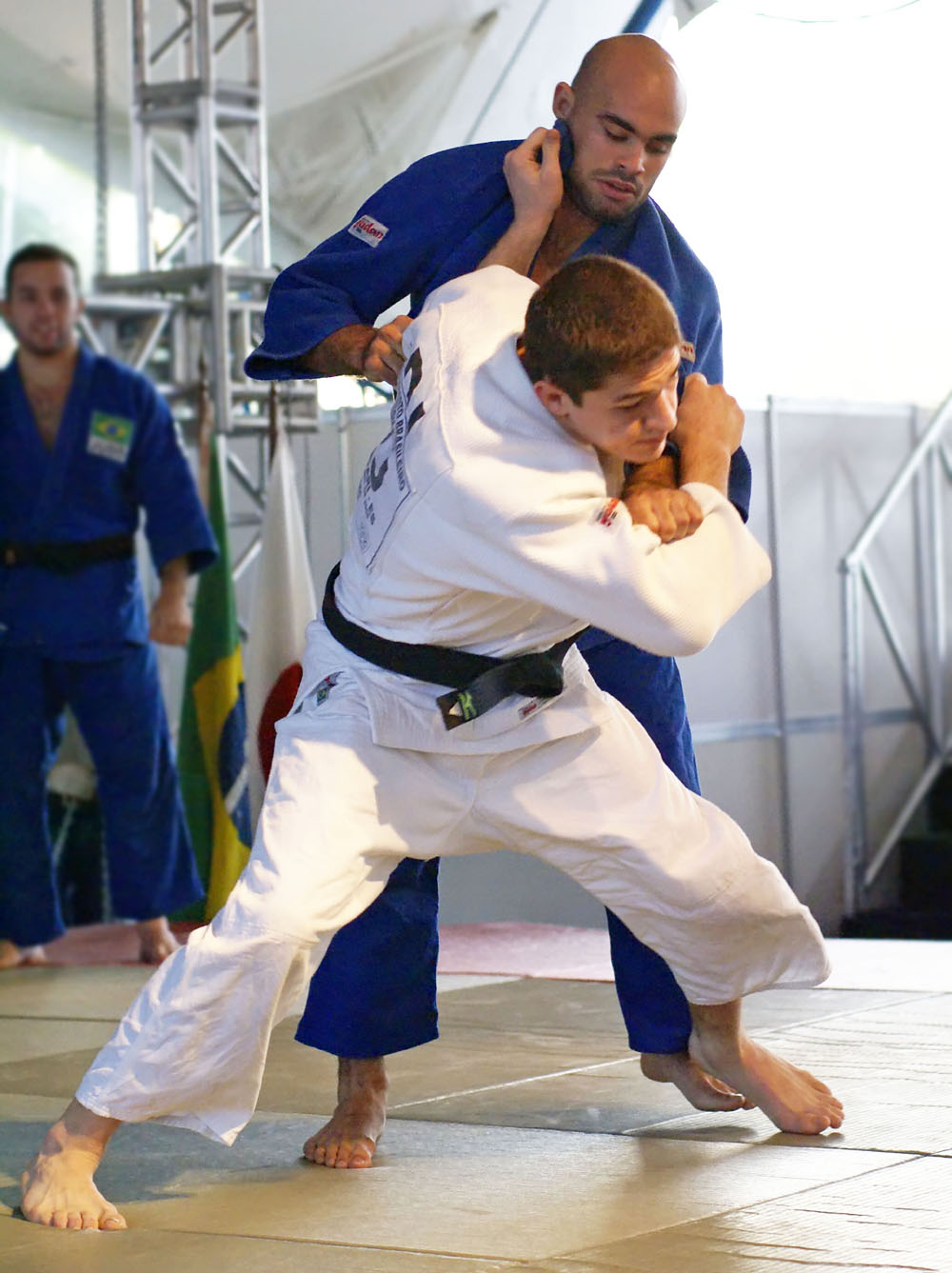
Тай Отоси, букв. «сбрасывание туловища», передняя подножка
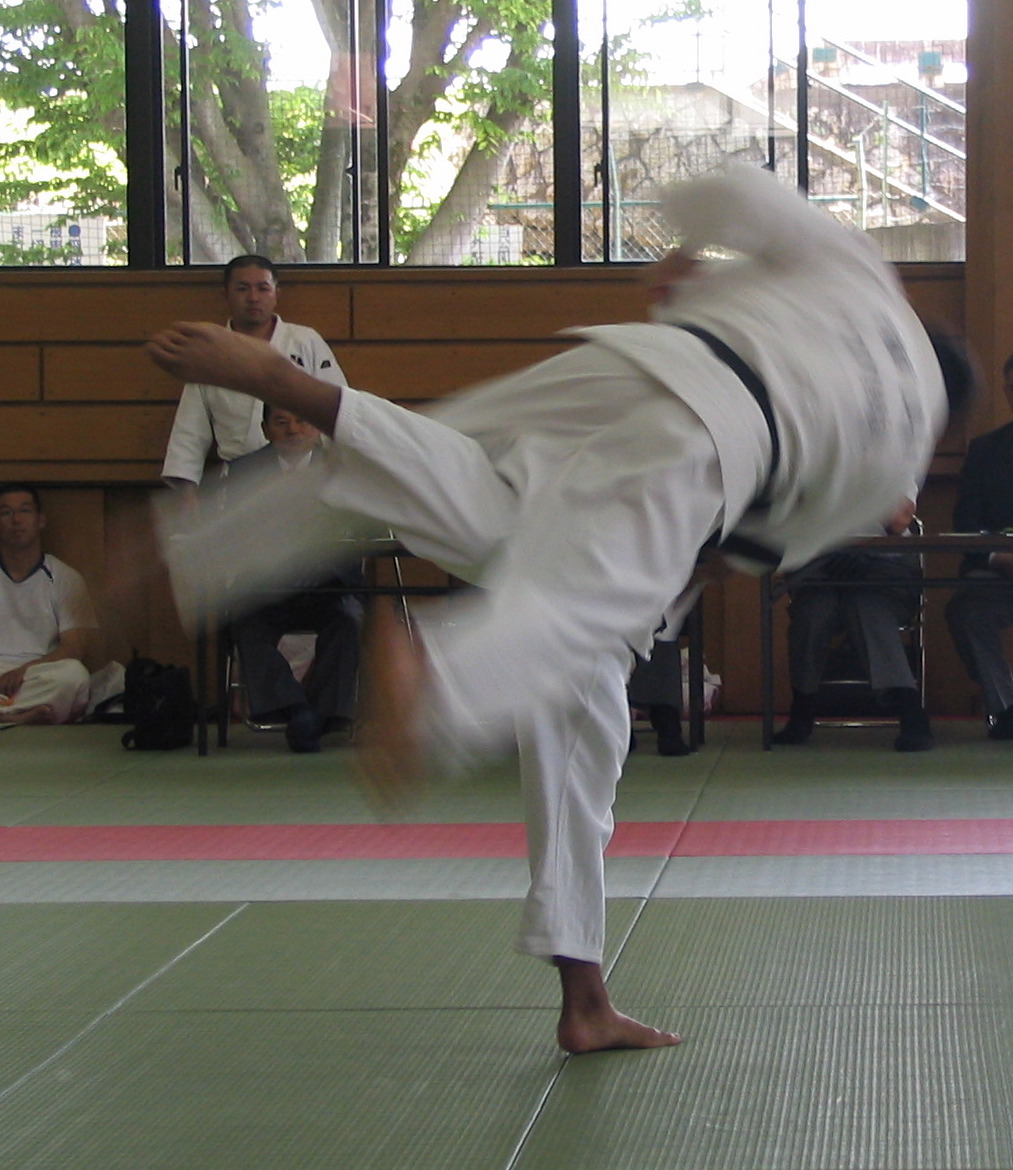
Ути Мата, букв. «бросок воздействием на внутреннюю поверхность бедра», подхват изнутри
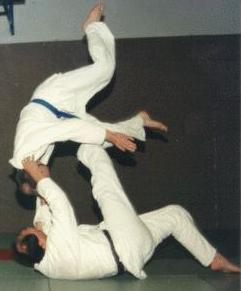
Томоэ Нагэ, букв. «бросок по кругу», бросок через голову с упором стопы в живот
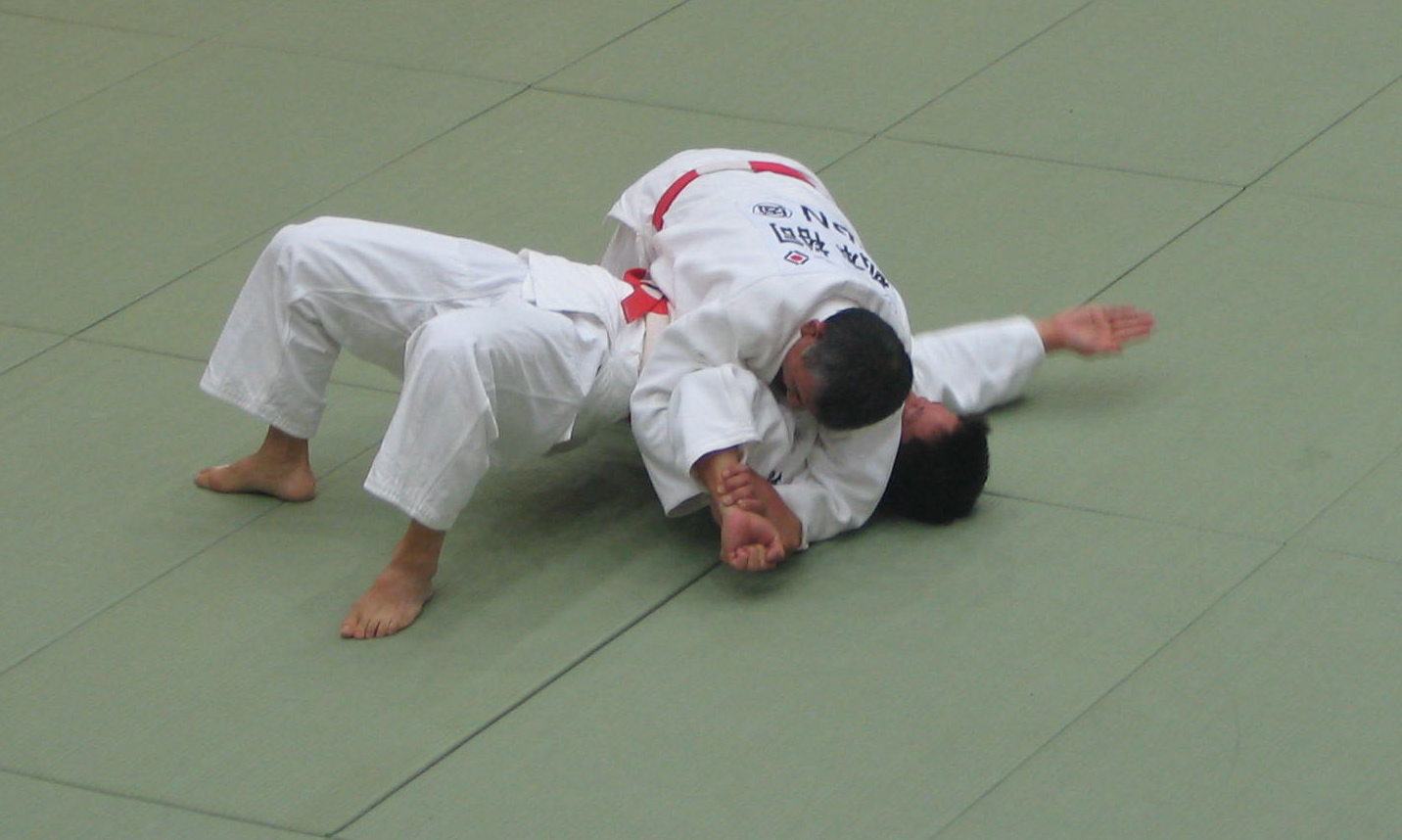
Удэ-Гарами, выкручивание руки в локтевом суставе наружу с захватом руки под плечо, верхом на боку (узел руки)
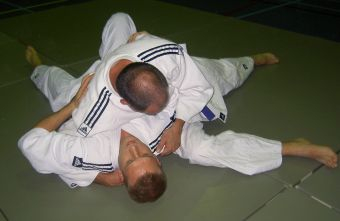
Кудзурэ-Кэса-Гатамэ, удержание по линии кэса (Удержание сбоку)

### Фазы выполнения приёмов
Теория дзюдо разделяет выполнение технического действия (приёма) на следующие фазы:
- Кудзуси (яп. 崩し  кудзуси, выведение из равновесия) — лишение противника устойчивого положения. В классическом дзюдо для описания методов кудзуси используется выведение противника из равновесия рывком на себя и выведение из равновесия толчком[36]. В российской литературе по дзюдо к этим методам добавлены также выведение из равновесия скручиванием и раскачиванием[9].

- Цукури (яп. 作り цукури, приведение к положению (создание предпосылок) для выполнения броска);
- Какэ (яп. 掛け какэ, выполнение) — собственно проведение приёма.

### Рандори
Целью тренировочных схваток рандори может быть как обработка какой-либо группы приёмов, так и какого-либо одного технического действия. Рандори также способствуют развитию силовой выносливости дзюдоистов.
Практикуется несколько вариантов рандори, в частности дзю рэнси, в котором оба дзюдоиста могут атаковать друг друга, и какари гэйко, когда атакует только один из партнёров, а второй защищается.

### Фазы схватки

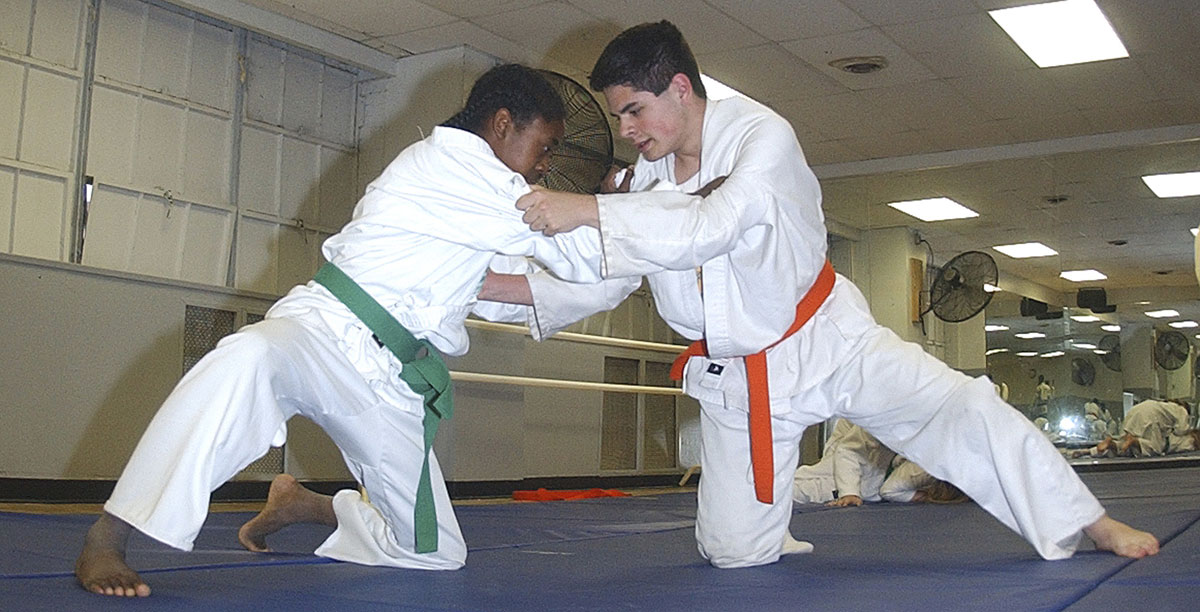
Тренировка дзюдоистов в нэ вадза

Схватка дзюдоистов обычно начинается из положения стоя (тати вадза). В этой фазе преимущественно используется техника нагэ вадза.
Когда один из участников сваливает другого на татами, схватка переходит в фазу борьбы на земле (нэ вадза). (В ряде случаев в учебных целях практикуются и схватки, начинающиеся сразу из положения стоя на коленях (нэ вадза).) При этом используется технический арсенал катамэ вадза.

### Ката
Помимо участия в схватках рандори, занимающиеся дзюдо также изучают формальные комплексы — ката.
Ката в дзюдо изучаются в парах, при этом один из партнёров (тори) выполняет заданную последовательность приёмов на другом (укэ). Ката включают в себя стойки и захваты, передвижения и выведение из равновесия, правильный вход на приём, проведение технического действия и последующую фиксацию партнёра на татами.
Ката служат целям практического изучения основных принципов дзюдо, правильного выполнения приёмов, а также изучению философских принципов, лежащих в основе дзюдо. Помимо этого ряд ката служат для изучения приёмов, не разрешённых в соревнованиях по соображениям безопасности, и для знакомства с древними приёмами борьбы, которые уже не используются в современном спортивном разделе дзюдо.

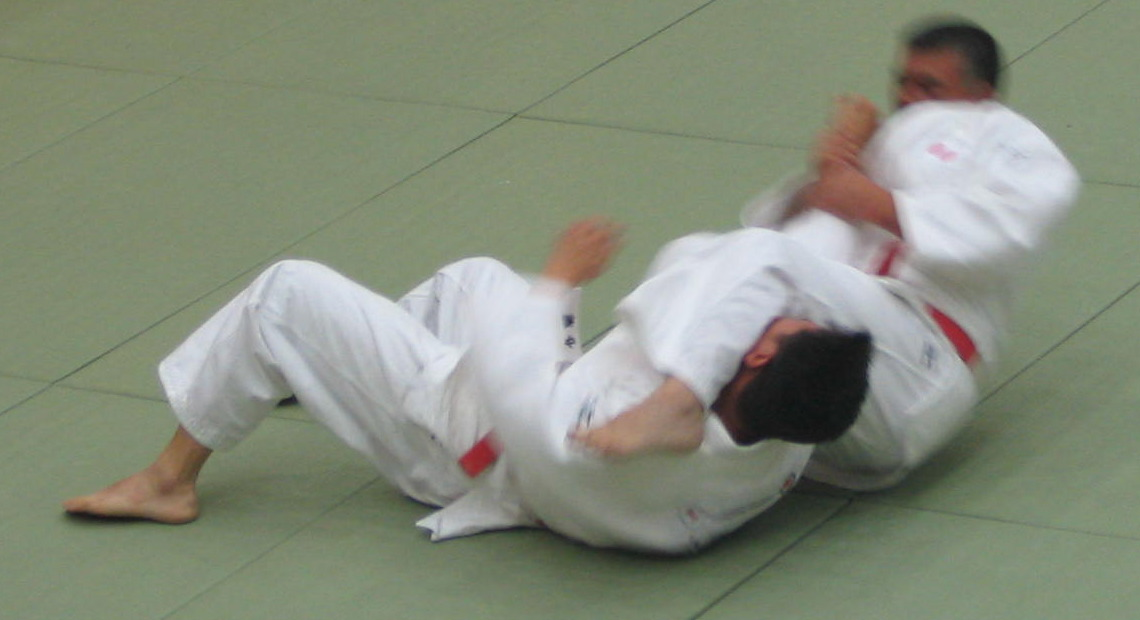
Проведение болевого приёма дзюдзи-гатамэ (рычаг локтя) из раздела катамэ вадза

Дзюдо стиля Кодокан включает 8 утверждённых ката:
- Нагэ-но ката (яп. 投の形 нагэ но ката, ката бросков)
- Катамэ-но ката (яп. 固の形 катамэ но ката, ката сковывающих приёмов)
- Кимэ-но ката (яп. 固の形 кимэ но ката, ката решающих приёмов)
- Кодокан госиндзюцу (яп. 講道館護身術 ко:до:кан госиндзюцу, ката самозащиты школы Кодокан)
- Дзю-но ката (яп. 柔の形 дзю но ката, ката мягкости)
- Косики-но ката (яп. 古式の形 косики но ката, ката старинных приёмов)[37]
- Ицуцу-но ката (яп. 五の形 ицуцу но ката, ката пяти форм)
- Сэйрёку дзэнъё кокумин тайику но ката (яп. 精力善用国民体育の形 сэйрёку дзэнъё кокумин тайику:но ката, ката национальной физической культуры, наиболее эффективным образом использующей духовные и физические силы)[5]

Каждое ката предназначено для решения определённых задач. Например, Катамэ-но ката и Кодокан госиндзюцу служат для отработки приёмов самообороны, которые не используются в спортивных соревнованиях; а Дзю-но ката — для выработки плавности в движениях в соответствии с принципом дзю (яп. 柔 дзю:, «мягкость»).
Ката Кодокан госиндзюцу разработано Кэндзи Томики, впоследствии ставшим основателем стиля айкидо Томики Рю.
Помимо официально утверждённых Кодоканом, существует также ряд дополнительных ката, не включённых в аттестационную программу, например, Го-Но-Сэн-но ката, служащее для отработки контрприёмов (яп. 返し技 каэси вадза).

## Пояса и ранги

### История введения
До 1907 года в дзюдо не существовало ни разнообразия поясов, ни дзюдоги. Тренировки и соревнования проходили в традиционной одежде (кимоно). С середины 1880-х гг., дзюдоисты достигшие уровня мастерства дан, получали из рук Кано чёрный пояс, все остальные носили белые пояса, которые не являлись знаком отличия. В 1907 году Дзигоро Кано ввёл новую униформу для занятий (дзюдоги) и два типа поясов (оби) в качестве визуальных знаков отличия уровня мастерства учеников, не имевших дана: белых и синих. В течение почти тридцати лет других поясов для дифференциации уровней мастерства, кроме чёрных, синих и белых, не существовало. В конце 1930-х годов в существующую систему был добавлен красный пояс для мастеров наивысшего уровня. Впоследствии, ученики Кано, ставшие к тому времени выдающимися мастерами и уехавшие за границу, стали постепенно внедрять новые пояса других цветов для более тщательной структуризации сообщества практикующих дзюдо и мотивации новичков. Первым, эту практику ввёл Микиносукэ Каваиси, преподававший дзюдо в Париже во второй половине 1930-х годов: В Европе ему это было проще сделать, поскольку среди консервативно настроенных японских мастеров не было согласия относительно данного нововведения, потому как оно в некоторой степени подмывало уже существовавший уклад и нарушало сложившуюся систему рангов, в связи с чем многими расценивалось как ересь. Несмотря на то, что данное новшество получало всё большее распространение вне Японии, в Кодокане скептически отнеслись к получившей к тому времени широкое распространение практике присвоения поясов разнообразных цветов, институт не санкционировал данных нововведений.

### Современность
| Цвета поясов дзюдо в Австралии, Европе и Канаде | Цвета поясов дзюдо в Австралии, Европе и Канаде |
| ----------------------------------------------- | ----------------------------------------------- |
| Белый (6-й кю)                                  |                                                 |
| Жёлтый (5-й кю)                                 |                                                 |
| Оранжевый (4-й кю)                              |                                                 |
| Зелёный (3-й кю)                                |                                                 |
| Синий (2-й кю)                                  |                                                 |
| Коричневый (1-й кю)                             |                                                 |
| Чёрный (1—5-й даны)                             |                                                 |
| Красно-белый (6—8-й даны)                       |                                                 |
| Красный (9—10-й даны)                           |                                                 |

Современная система классификации уровней мастерства в дзюдо следующая: В зависимости от квалификации дзюдоиста, ему может быть присвоена ученическая (кю) или мастерская (дан) степень. Всего в Кодокан дзюдо есть 6 кю, самый младший уровень — 6-й кю. Самый старший — 1-й кю; для детей в некоторых федерациях дзюдо принято большее количество степеней кю. В настоящее время в дзюдо используется 10 данов: самый младший — 1-й дан, самый старший — 10-й дан. Но теоретически возможно присуждение 11 и 12 данов, как это завещал Дзигоро Кано.
Каждой степени соответствует свой цвет пояса. Цвета поясов могут различаться в зависимости от страны и федерации дзюдо.
Для спортсменов высших мастерских степеней также используются пояса красно-белого (6—8-й даны) и красного (9-й, 10-й даны, присуждаются за развитие дзюдо) цветов. Для спортсменов высших данов этикетом дзюдо допускается вместо красно-белого или красного поясов повязывать во время тренировок пояс чёрного цвета.
| Цвета поясов в Кодокан дзюдо | Цвета поясов в Кодокан дзюдо |
| ---------------------------- | ---------------------------- |
| Белый (6—4-й кю)             |                              |
| Коричневый (3—1-й кю)        |                              |
| Чёрный (1—5й даны)           |                              |
| Красно-белый (6—8-й даны)    |                              |
| Красный (9—10-й даны)        |                              |

| Цвета поясов дзюдо в Бразилии | Цвета поясов дзюдо в Бразилии |
| ----------------------------- | ----------------------------- |
| Белый                         |                               |
| Синий                         |                               |
| Жёлтый                        |                               |
| Оранжевый                     |                               |
| Зелёный                       |                               |
| Фиолетовый                    |                               |
| Коричневый                    |                               |
| Чёрный                        |                               |

## Боевое искусство и использование для самообороны
Приёмы дзюдо легли (полностью или частично) в основу многих армейских стилей рукопашного боя и гражданских систем самообороны, в том числе, американского боевого дзюдо (American Combat Judo), систем рукопашного боя армии и морской пехоты США.
Приёмы самообороны изучаются также в форме ката: Кимэ-но ката и Кодокан госиндзюцу.
В японской полиции дзюдо изучается с 1886 года. Специально для полиции был разработан комплекс приёмов для задержания преступников — Рэнкохо вадза (переработан Сумиюки Котани (10-й дан Кодокан дзюдо), Ёсими Осава и Юити Хиросэ (оба имеют степени 7-й дан)).
Для женской самообороны в 1943 году Дзиро Нанго в Кодокане разработал комплекс ката Ёси дзюдо госинхо, состоящий из 18 приёмов, разбитых на три группы.
Различные аспекты подготовки дзюдоистов способствуют успешному применению дзюдо для самообороны:
- Тренировка с противником, сопротивляющимся в полную силу, служит выработке скорости, выносливости, силы и реакции.
- Психологическая и физическая готовность к падениям и ударам, вырабатываемая в процессе тренировок.
- Обучение безопасным приёмам самостраховки при падениях.
- Способность выбирать нужную дистанцию, положение и момент времени для проведения приёма на противнике.
- Правила спортивного дзюдо поощряют быстрый переход к выполнению болевых, удушающих приёмов и удержаний после проведения броска, что полезно для самообороны.
- Наработка бросковой техники даёт возможность точно контролировать положение противника при броске, что позволяет выбрать желаемую жёсткость воздействия (вплоть до летального исхода) в ситуациях, связанных с самообороной.

Но также имеется и критика применения дзюдо для самообороны со стороны представителей других единоборств:
- Использование во время тренировок дзюдоги ограничивает опыт противодействия противнику, когда невозможно или неэффективно взять захват за одежду (при борьбе в партере и т. п.) или когда борьба ведётся вообще без кэйкоги (по аналогии с турнирами но-ги (no-gi) в бразильском джиу-джитсу).
- Слишком большой уклон в сторону спорта, имеющийся в ряде клубов, и, как следствие, ограничение применяемых приёмов только разрешёнными правилами соревнований.
- Отсутствие ударной техники. Атэми вадза изучается не во всех секциях спортивного дзюдо, и в ряде случаев только дзюдоистами, достигшими уровня дан, и только в форме ката.

## Смешанные единоборства
Навыки борьбы и в стойке (тати вадза), и в партере (нэ вадза), позволяют дзюдоистам успешно выступать в смешанных единоборствах (Mixed Martial Arts).
- Японский чемпион по дзюдо Масахико Кимура победил в матче по правилам борьбы до сдачи (submission) представителя бразильского джиу-джитсу Элиу Грэйси[52]; его бой с другим бразильцем, Вальдемаром Сантаной окончился вничью[53].
- Каро Парисян, американский дзюдоист армянского происхождения, успешно выступает в боях по правилам UFC[54].
- Кадзухиро Накамура[55] и чемпион Олимпийских игр 1992 года в Барселоне Хидэхико Ёсида[56] выступали в соревнованиях по версии Pride FC.
- Чемпион Олимпийских игр 2008 года в Пекине Сатоси Исии подписал контракт на выступление с Japan’s Fighting & Entertainment Group (FEG)[57].
- Американская дзюдоистка, бронзовый призёр Олимпийских игр 2008 года в Пекине,[58] Ро́нда Джин Ра́узи, являлась обладателем титула чемпионки Strikeforce и титула чемпионки UFC.[59]
- Кубинско-австралийский боец смешанного стиля Э́ктор Миге́ль Ло́мбард Педро́са, выступающий в UFC[60], участник Олимпийских игр 2000 года в Сиднее, и многократный призёр международных, и национальных турниров по дзюдо[61]

## Метод совершенствования сознания
Занятия дзюдо способствуют гармоничному духовному развитию занимающихся, поскольку стимулируют позитивный подход к событиям, требуют дисциплины, настойчивости, соблюдения этикета, понимания соотношения между успехом и необходимыми для его достижения усилиями.
Дзигоро Кано в своих выступлениях указывал, что дзюдо в качестве метода совершенствования сознания включает различные аспекты. В частности, развитие нравственности занимающихся дзюдо обеспечивается в силу самой специфики занятий дзюдо. Оно достигается, в том числе, за счёт постепенной смены роли занимающегося дзюдо с ученика на учителя в процессе изучения приёмов в парах занимающихся с разным уровнем подготовки, что приводит к необходимости помогать друг другу.
Также Кано отмечал, что занятия дзюдо требуют самоконтроля, что позитивно сказывается на личности ученика. А тренировка памяти (за счёт необходимости изучать сложные приёмы), наблюдательности (благодаря практике рандори) и развития воображения и творческого подхода (при освоении вариативных техник), умение выражать свои мысли (например, при описании приёмов), благодаря занятиям дзюдо развиваются в комплексе.
В своём докладе «Общие сведения о дзюдо и его ценности в деле воспитания» для Общества образования Великой Японии, сделанном 11 мая 1889 года, Дзигоро Кано сказал:
Я считаю, что тот, кто будет изучать дзюдо у хорошего учителя, тот будет ценить свою родину, любить её дела и вещи, возвышать свой дух и сможет воспитать в себе мужественный, деятельный характер.
Для занимающихся дзюдо Кано выработал ряд наставлений:

- Умей соотносить свои возможности с возможностями противника.
- Завладевай инициативой.
- Обдумывай тщательно, а действуй решительно.
- Знай, где нужно остановиться.
- Одержав победу не заносись; потерпев поражение, не сгибайся, благоденствуя, не теряй бдительности; попав в опасное положение, не пугайся и иди вперёд избранным путём.

Эти наставления применимы как к тренировкам по дзюдо, так и к повседневной жизни.

## Дзюдо как вид спорта

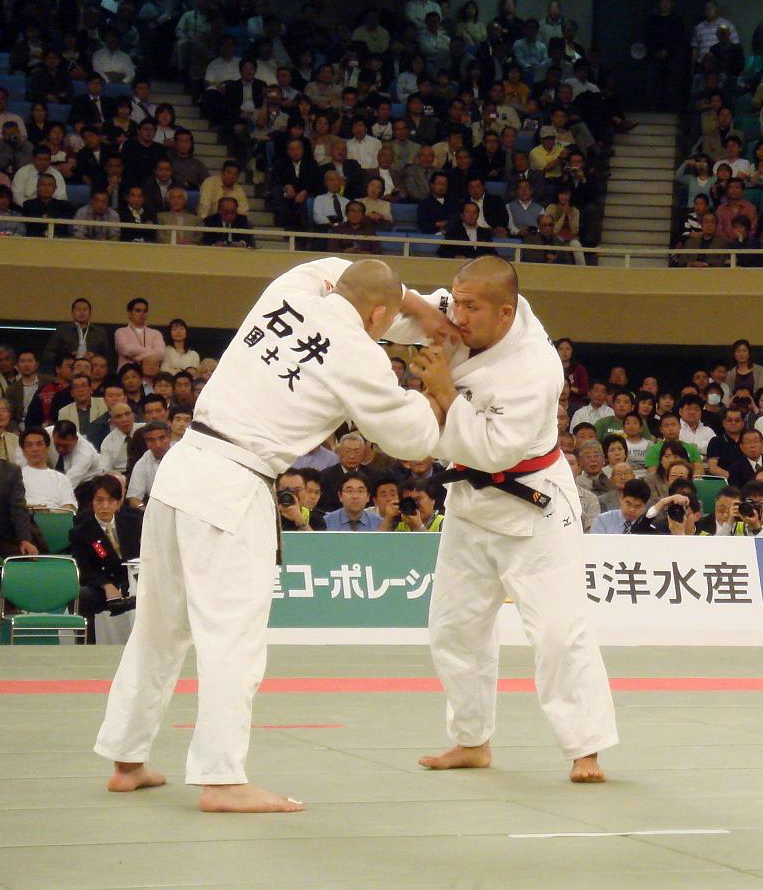
Финал (мужчины) всеяпонского чемпионата по дзюдо 2007 года

Начиная со времени создания дзюдо Дзигоро Кано пропагандировал его как полезный для укрепления здоровья спорт.
Спортивное дзюдо получило широкое распространение, по нему проводятся национальные, континентальные и мировые чемпионаты, а также кубковые турниры («Большой шлем», «Суперкубок мира», «Клубный кубок Европы» и другие). Также проводятся чемпионаты среди юниоров и ветеранов.
Дзюдо является олимпийским и паралимпийским видом спорта. Развитием спортивного дзюдо в мире занимается Международная федерация дзюдо (International Judo Federation, IJF).
После каждых международных стартов, входящих в систему исчисления рейтинга, IJF публикует всемирный рейтинг дзюдоистов, вычисляемый на основании результатов, показанных за последние 2 года дзюдоистами в континентальных и мировых чемпионатах, а также в иных международных рейтинговых соревнованиях. Также публикуется всемирный рейтинг судей.
Участие спортсменов в соревнованиях уровня континентальных чемпионатов, чемпионатов мира и Олимпийских игр определяется их позицией в едином мировом рейтинг-листе (WRL) Международной федерации дзюдо. Рейтинг-лист формируется по очкам, набранных дзюдоистами на соревнованиях уровня «Continental Open», турнирах «Гран-При», «Большого Шлема» и «Мастерс», континентальных чемпионатах, чемпионатах мира и Олимпийских Играх. Победа на каждом турнире имеет свою оценку в очках, которая актуальна на протяжении года, через год снижается на половину, а через 2 года обнуляется.
Значимость побед в соревнованиях для рейтинга спортсмена распределяется следующим образом:
| Соревнования              | I место | II место | III место |
| ------------------------- | ------- | -------- | --------- |
| Олимпийские игры          | 1000    | 600      | 400       |
| Чемпионат мира            | 900     | 540      | 360       |
| «Мастерс»                 | 700     | 420      | 280       |
| «Большой Шлем»            | 500     | 300      | 200       |
| «Гран-При»                | 300     | 180      | 120       |
| Континентальный чемпионат | 400     | 240      | 160       |
| Continental Open          | 100     | 60       | 40        |

### Спортивные соревнования
Соревнования дзюдоистов проходят по технике борьбы (сиай) и по ката (соревнования проводятся в парах, оценивается правильность выполнения всех элементов ката).
Соревнования по форме участия в них спортсменов делятся на:
- личные;
- командные;
- лично-командные.

В зависимости от системы выбывания участников соревнования проводятся:
- по олимпийской системе с утешительными встречами («Олимпийская система с утешением от полуфиналистов»);
- по олимпийской системе без утешительных встреч;
- по круговой системе;
- по смешанной системе[68].

Крупнейшие международные соревнования проводятся по олимпийской системе с утешением только с участников четвертьфиналов. В этой схеме все участники соревнований разделяются на две группы (4 пула) и соревнования в них проводятся по олимпийской системе. Победитель соревнований и серебряный призёр определяется в итоговой схватке победителей обеих групп.
Помимо первого и второго места в данной схеме разыгрывается два третьих места. Победитель утешительных встреч в каждой из групп далее соревнуется за 3 место с проигравшим полуфинал спортсменом из другой группы.
Схватки дзюдоистов проходят на квадратном ковре (татами) размером минимум 14 × 14 метров. Схватка происходит внутри квадрата размером 8 × 8 метров или 10 × 10 метров. Если в ходе выполнения приёмов кто-либо из спортсменов оказался за пределами татами, то оцениваются только технические действия, которые были начаты внутри татами.

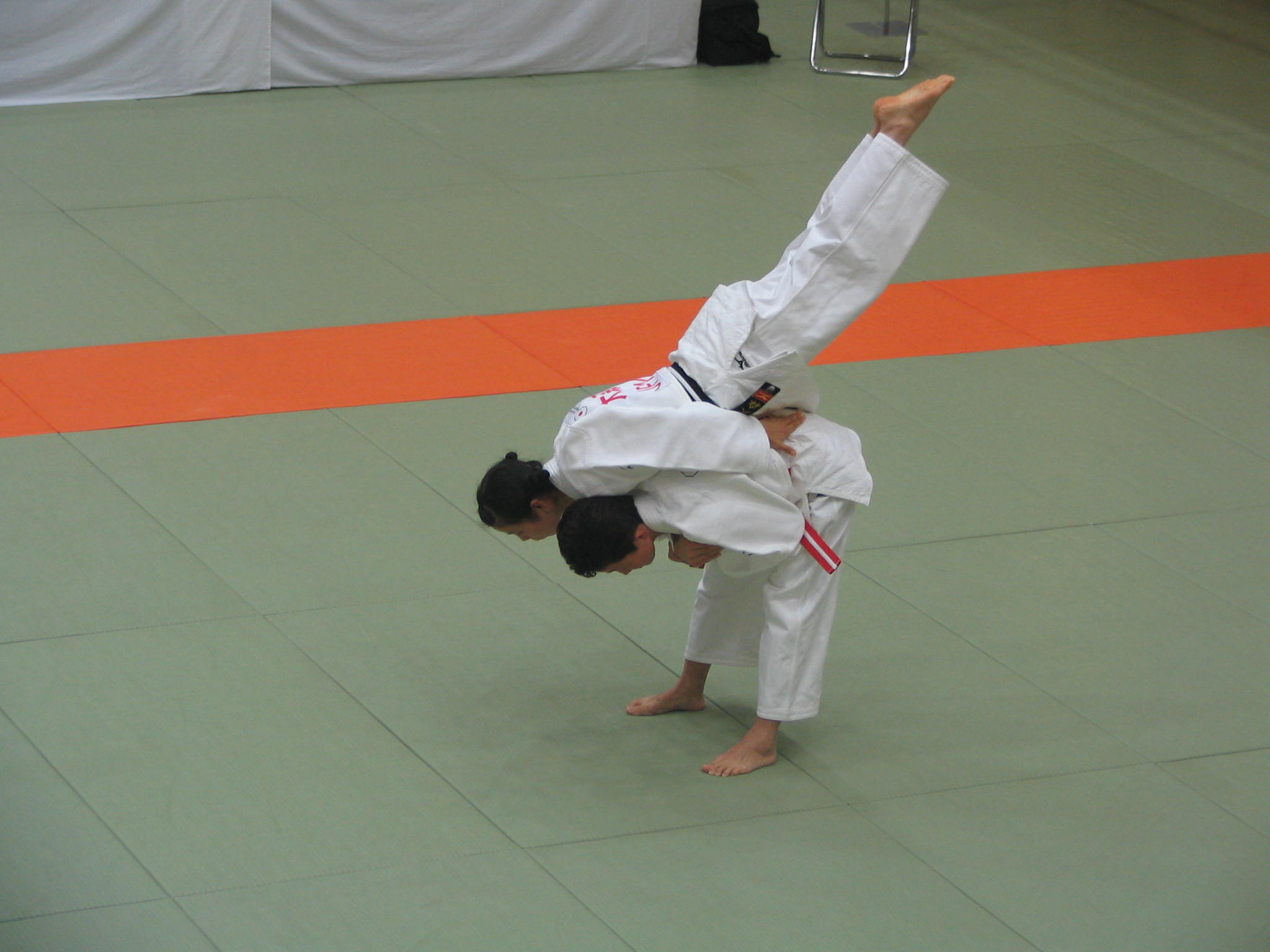
Соревнования по ката

Во время соревнований, проводимых Международной федерацией дзюдо, дзюдоисты одеты в дзюдоги разного цвета — синего и белого. Продолжительность схватки для взрослых спортсменов составляет 4 минуты. В случае равных оценок (как за приёмы, так и наказаний «сидо») по окончании основного времени начинается неограниченный по времени голденскор: борьба до первого очка или предупреждения.
Судят соревнования по технике борьбы дзюдо трое судей (арбитр на татами и два судьи за пределами татами, на крупных соревнованиях пользующиеся при необходимости возможностями видеоповтора).
Проводятся также соревнования по дзюдо и для инвалидов (в том числе, с ограничениями по зрению), правила проведения которых изменены с учётом возможностей спортсменов.
Спортсменам разрешено проводить броски в стойке, а также удержания, болевые и удушающие приёмы в партере (в отличие от традиционного дзюдо, болевые приёмы разрешены только на локтевой сустав). Болевые и удушающие приёмы в стойке, а также удары (атэми) в спортивном дзюдо запрещены.
Поединок всегда начинается в положении борцов стоя. При выходе на татами дзюдоисты кланяются (Rei). Также перед началом схватки и после её завершения спортсмены кланяются друг другу и судьям. Рукопожатия до начала схватки запрещены.
Схватка начинается по команде судьи «хадзимэ». Для временной остановки поединка используется команда «матэ». При окончании поединка судья даёт команду «соро-мадэ».

#### Система оценок технических действий в дзюдо
Технические действия в дзюдо оценивают. В первые десятилетия существования дзюдо не существовало единых правил оценок. Обнаружен лишь один источник, из которого следовало, что броскам присваивались очки по иерархии их эффективности в зависимости от типа броска. В схватке побеждал тот, кто первым набирал 15 очков. Очки начислялись следующим образом: броски, проводимые в падении (Сутэми вадза) оценивались в 10 или 9 очков. Так называемые «большие броски» (известные как Кудзи), к которым относились например ути мата, сэойнагэ, о госи, оценивались в 8 или 7 баллов, броски раздела Аси вадза (техника ног) оценивались в 6 или 5 баллов, иная техника оценивалась в 4 или 3 балла, приёмы в партере (Катамэ вадза) оценивались в 2 или 1 балл. В 1899 году Дай Ниппон Бутокукай утвердил правила проведения соревнований в дзю-дзюцу (к которому тогда по-видимому относили и Кодокан дзюдо). В подготовке этих правил активное участие принял Дзигоро Кано, и в следующем году эти правила с небольшими изменениями были им утверждены и для дзюдо. По существу единственным критерием победы объявлялась оценка  «иппон» (яп. 一本 иппон, букв. «одно очко», чистая победа) (причём в раннем дзюдо схватка дзюдоистов, не ограниченная временем, велась до двух оценок иппон, полученных одним из участников). В общем случае, иппон присуждался за проведённый бросок, в результате которого противник падал на татами лицом вверх, а бросок имел значительные импульс (хадзуми) и силу (икиой). В партере чистая победа присуждалась в результате проведения болевого или удушающего приёмов, когда противник сдавался или результат был очевиден судье. Удержание также могло привести к иппону, но в отличие от современных правил, время удержания фиксированным не было: судья мог объявить победу «по истечении подходящего промежутка времени». В случае, если техническое действие было проведено, но оно не отвечало критериям чистой победы,  «вадза-ари» (яп. 技あり вадза ари, букв. «техника есть»;  «техника засчитана»). Такая оценка присуждалась по усмотрению судьи: в случае броска или ухода защищающегося из опасного положения в партере.  Если кто-то из соперников выполнил во время схватки два приёма, оценённые «вадза-ари», то судья присуждал ему победу («вадза-ари-авасэтэ-иппон» — «объединяю вадза-ари и присуждаю иппон»). В отличие от современных правил, судья мог объявить вадза-ари путём суммирования нескольких «почти вадза-ари». Предупреждений как таковых не существовало, единственным наказанием было отстранение от соревнований. 
С точки зрения определения победителя, следующее существенное изменение последовало в 1929 году - в связи с участившимися ничейными результатами, было введено правило юсей-гати, то есть, определение победителя по мнению судей в отсутствие проведённых соперниками оцененных действий или при их равном количестве. Существующие правила были подтверждены официальными правилами Кодокан в 1951 году . Однако, количество случаев определения победителя субъективным методом юсей-гати росло, и соревнования по дзюдо в ходе Олимпийских игр 1964 года были проведены по несколько изменённым правилам. Технические действия в ходе соревнований оценивались по четырём оценками: в дополнение к оценкам «иппон» и «вадза-ари» добавились более низкие оценки «вадза-ари-ни-тикай вадза» и «кинса». В 1967 году Конгресс IJF на чемпионате мира в Солт-Лейк-Сити утвердил эти правила для всех соревнований по дзюдо, с определением баллов за каждую оценку: «иппон» — 10 баллов, «вадза-ари» — 7 баллов, «вадза-ари-ни-тикай вадза» — 5 баллов и «кинса» — 3 балла. Впоследствии оценки «вадза-ари-ни-тикай вадза» и «кинса» были переименованы в «юко» (яп. 有効 ю:ко:, букв. «эффективный») и «кока» (яп. 効果 ко:ка, букв. «результат»). В то же время была введена аналогичная система предупреждений, которые поначалу никак не назывались, но впоследствии получили собственные названия: оценке «иппон» стала соответствовать дисквалификация «хансоку-макэ» (яп. 反則負け хансоку макэ, букв. «проигрыш из-за нарушения правил»), «вадза-ари» — «кей-коку», «юко» — «тюй» и «кока» — «сидо» (яп. 指導 сидо:, наказание).
Такая система оценок сохранялась до 2009 года, когда была отменена оценка «кока»».
Оценка «иппон» присуждается в следующих случаях:
- когда дзюдоист быстро и сильно бросает противника на спину (большую её часть);
- когда дзюдоист проводит удержание в течение более 20 секунд;
- когда противник дзюдоиста в результате выполнения болевого или удушающего приёма произносит слово «маита» (сдаюсь) или два или более раза хлопает рукой или ногой;
- когда результат проведения болевого или удушающего приёма очевиден судьям (например, при потере сознания дзюдоистом, на котором проводится приём);
- при перекате по спине.

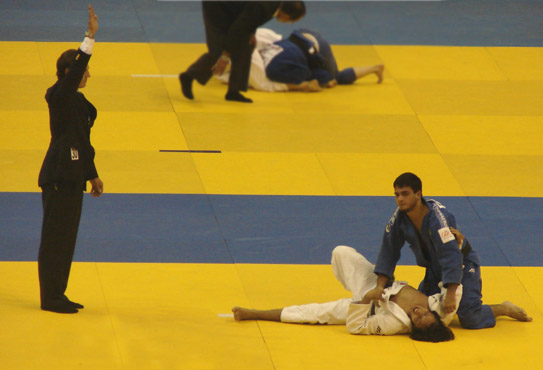
Судья поднимает руку, обозначая победу с оценкой иппон

Оценка «вадза-ари» присуждается в следующих случаях:
- когда дзюдоист бросает противника на меньшую часть спины, или с недостаточной скоростью или силой (то есть в броске присутствуют два из трёх элементов, необходимых для присуждения оценки «иппон»);
- когда дзюдоист проводит удержание в течение более 15 секунд, но менее 20 секунд.

Оценка «юко» присуждается в следующих случаях (отменена в 2017 году, возвращена в 2025 году):
- когда дзюдоист бросает противника на меньшую часть спины с недостаточной скоростью или силой (в броске присутствует один из трёх элементов, необходимых для присуждения оценки «иппон»);
- когда дзюдоист проводит удержание в течение более 10 секунд, но менее 15 секунд.

За нарушения требований правил соревнований судья может назначить спортсменам наказания — «сидо» (яп. 指導 сидо:, наказание). Наказания назначаются за выполнение запрещённых правилами действий, пассивность, имитацию приёмов, стягивания в партер, постоянную защиту от захватов соперника и т. п. «Сидо» (не более 3) не приводят к назначению очков сопернику. Третье нарушение приводит к немедленному окончанию схватки и дисквалификации — «хансоку-макэ» (яп. 反則負け хансоку макэ, букв. «проигрыш из-за нарушения правил») — нарушившего правила спортсмена. При этом его соперник автоматически получает оценку «иппон». За серьёзные нарушения правил наказание «хансоку-макэ» (например, захват ноги соперника при борьбе в стойке) может быть назначено и без предварительного вынесения «сидо».
С 1 января 2010 года вступили в силу изменения в правилах соревнований, проводимых Международной федерацией дзюдо.
В новой редакции правил запрещён ряд технических действий. В частности, запрещён и наказывается дисквалификацией захват (атака) ноги или любой части тела противника ниже пояса, выполняемый в качестве первого технического действия. Также запрещается низкая защитная стойка (наказание — сидо). Дисквалификацией наказывается и любое нарушение духа дзюдо.
Изменения коснулись и судейства: теперь дополнительно к визуальному контролю схватки судьёй на татами и двумя боковыми арбитрами, схватка будет записываться двумя видеокамерами системы «Care». При равных оценках соперников в течение дополнительных 2 минут времени схватки до первой оценки (так называемой «Golden Score») на табло отображаются существовавшие на момент окончания основного времени схватки результаты. В случае отсутствия оценок до конца дополнительного времени, решение о победителе принимают судьи.
С февраля 2013 года вступили очередные изменения. Среди которых можно выделить следующие. Полный запрет захватов за ноги в борьбе стоя (незамедлительное «хансоку-макэ» в случае нарушения). Сокращение времени удержания для получения оценок: 20/15/ секунд — иппон/вадза-ари/. Запрет на срыв захватов соперника двумя руками, срывы при помощи ноги и в целом ужесточение наказаний за постоянную защиту от захватов соперника. Требование немедленной (ранее: удержание захвата без атаки не дольше 3 секунд) атаки при взятии «неправильных» захватов (например, односторонних). Продолжение приёмов в борьбе лежа (как, впрочем, и стоя), начатых внутри татами, вне его (тем самым отсечена тактика выползания за пределы татами, как защиты от приёмов в борьбе лежа). Отказ от назначения оценок сопернику в случае 2-го и 3-го «сидо». Неограниченное время для голденскора (а значит отказ от определения победителя решением судей (т. н. «хантэй»)). «Вытеснение» 2 судей за пределы татами. Взвешивание в вечер перед соревнованиями.

### Весовые категории
Первоначально в соревнованиях по дзюдо не использовалось разделение на весовые категории. Первые предложения по разделению на весовые категории были сделаны Р. Г. Муром (англ. R. H. "Pop" Moore Sr.) по просьбе Дзигоро Кано во время X Олимпийских игр 1932 года в Лос-Анджелесе.
Первая система весовых категорий была разработана в 1948 году в США под руководством Генри Стоуна (англ. Henry Stone) техническим комитетом Северной Калифорнии по дзюдо. Были введены следующие 4 весовые категории: до 130 фунтов, до 150 фунтов, до 180 фунтов и абсолютная.
На чемпионате Европы 1952 года, проходившем в Париже, дополнительно к разделению спортсменов по рангам кю/дан были проведены соревнования в весовых категориях до 63 кг, до 70 кг, свыше 80 кг и в абсолютной весовой категории.
До 1964 года в чемпионатах мира по дзюдо не было весовых категорий. Они были введены только перед Олимпиадой в Токио, отчасти из-за многочисленных побед тяжеловеса Антона Гесинка над японскими дзюдоистами.
В 1964 году для соревнований среди мужчин было введено 4 весовые категории: лёгкая (до 63 кг), средняя (до 80 кг), полутяжёлая (до 93 кг) и абсолютная.
На Олимпийских играх 1972 года разделение по весовым категориям было пересмотрено, их стало 6: лёгкая (до 63 кг), полусредняя (до 70 кг), средняя (до 80 кг), полутяжёлая (до 93 кг), тяжёлая (свыше 93 кг) и абсолютная.
В 1980 году количество категорий было снова увеличено, их стало 8: суперлёгкая (до 60 кг), полулёгкая (до 65 кг), лёгкая (до 71 кг), полусредняя (до 78 кг), средняя (до 86 кг), полутяжёлая (до 95 кг), тяжёлая (свыше 95 кг) и абсолютная.
В 1992 году была упразднена абсолютная весовая категория.
По состоянию на февраль 2010 года в спортивном дзюдо дзюдоисты разделяются на 7 весовых категорий. Для взрослых участников приняты следующие весовые категории:
| До 60 кг | 60~66 кг | 66~73 кг | 73~81 кг | 81~90 кг | 90~100 кг | Свыше 100 кг |

| До 48 кг | 48~52 кг | 52~57 кг | 57~63 кг | 63~70 кг | 70~78 кг | Свыше 78 кг |

### Безопасность занятий и травматизм
Исследования показывают, что занятия спортивным дзюдо в целом безопасны для здоровья молодёжи. Спортивное дзюдо у взрослых спортсменов имеет больший травматизм по сравнению с бесконтактными видами спорта, но сопоставимый по уровню с травматизмом в других контактных соревновательных видах спорта.
Большая часть травм (около 70 %) в годичном тренировочном цикле дзюдоистов происходит во время соревновательного периода.
Основными причинами травматизма у дзюдоистов являются неправильная организация тренировочного процесса и соревнований, ошибки в методике обучения, нарушение правил соревнований и технически неправильное исполнение приёма, недостаточное качество самостраховки.
Около 50 % травм вызвано резким или чрезмерным сгибанием, разгибанием или скручиванием в суставе; около 40 % травм связаны с падением или являются следствием удара; до 10 % травм имеют комбинированный механизм возникновения.

### Некоторые отличия правил соревнований по дзюдо от соревнований по самбо
Созданный в СССР и популярный в России и во всём мире сходный с дзюдо вид борьбы — самбо — отличается от дзюдо формой для занятий (костюм самбиста состоит из куртки с продеваемым в неё поясом, спортивных шорт и обуви), правилами спортивных соревнований (в частности, в самбо разрешены болевые приёмы на ноги, запрещены удушения), более низкой стойкой спортсменов (классическая стойка дзюдоиста — с прямой спиной) и ковром, на котором проходят схватки (в самбо он круглый и более мягкий, чем татами в дзюдо).
В настоящее время дзюдо является олимпийским видом спорта.
Некоторые отличия в правилах соревнований по спортивному самбо и дзюдо
| Техника                                         | Спортивное дзюдо | Спортивное самбо |
| ----------------------------------------------- | ---------------- | ---------------- |
| Болевые приёмы на ноги                          | Запрещены        | Разрешены        |
| Удушающие приёмы                                | Разрешены        | Запрещены        |
| Приём «Канэ Басами» (дзюдо) / «ножницы» (самбо) | Запрещён         | Разрешён         |
| Приём «Кавадзу Гакэ» (дзюдо) / «обвив» (самбо)  | Запрещён         | Разрешён         |

### Дзюдо как олимпийский вид спорта
Дзюдо является олимпийским видом спорта. Впервые соревнования по дзюдо среди мужчин прошли на летней Олимпиаде 1964 года в Токио. Тогда было разыграно всего 4 комплекта наград, и 3 золотые медали выиграли японцы. Женщины впервые соревновались в дзюдо в рамках летней Олимпиады 1992 года в Барселоне.
Самой успешной страной на олимпийских турнирах по дзюдо является Япония — на счету её спортсменов 35 золотых наград из 109 разыгранных с 1964 года, а также по 15 серебряных и бронзовых медалей. На втором месте французы, которые выиграли 10 золотых медалей, 8 серебряных и 19 бронзовых. На третьем месте представители Южной Кореи — они завоевали 9 золотых и по 14 серебряных и бронзовых медалей.

## Дзюдо в литературе и искусстве

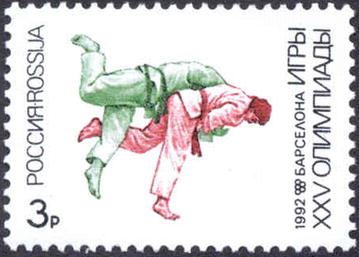
Почтовая марка 1992 год. XXV летние Олимпийские игры «Барселона-92»

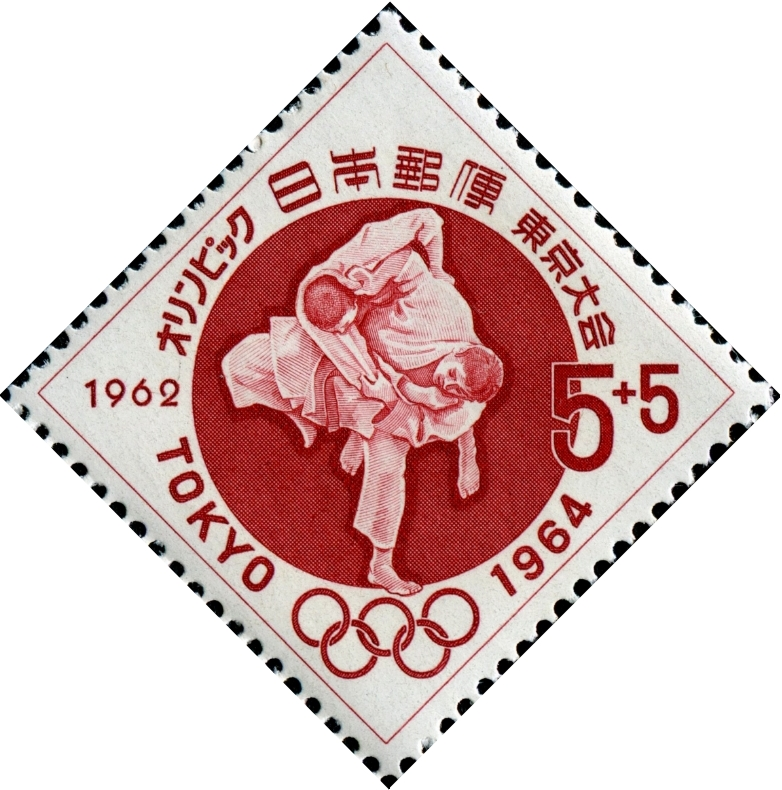
Почтовая марка. Летние Олимпийские игры 1964 года

Дзюдо посвящён роман Цунэо Томиты «Сугата Сансиро», по которому Куросавой в 1943 году был снят одноимённый фильм (известный также под названием «Гений дзюдо»). Впоследствии было снято 5 ремейков фильма (в 1955, 1965, 1966, 1970 и 1971 годах).
В 1945 году Куросавой был выпущен фильм «Сугата Сансиро. Часть II» (яп. 續姿三四郎 дзоку сугата сансиро:), также известный под названием «Гений дзюдо II».
Дзюдо для одноруких занимался бывший жокей и детектив Сид Холли — герой ряда романов («Игра без козырей», «Твёрдая рука», «Дорога скорби», «По заказу») английского писателя Дика Френсиса.
Дзюдо посвящена песня-бестселлер знаменитой японской певицы и актрисы Хибари Мисоры «Yawara», записанная в 1964 году и завоевавшая большую популярность на фоне проходившей в том же году Токийской олимпиады. Активно снимавшаяся в «самурайском» кино, в том числе, в мужских ролях, Мисора неоднократно исполняла песню в «юношеском образе», одетая в мужские дорожные хакама и хаори как своего рода исторический прототип кэйкоги. Этому образу подражают и некоторые другие исполнительницы, перепевающие эту песню.
С 1986 по 1993 годы в журнале Big Comic Spirits издавалась манга «Yawara!» Наоки Урасавы о молодой девушке Явара Инокума (яп. 猪熊 柔), занимавшейся дзюдо. Как в этом случае, так и для песни в названии и имени использован тот же иероглиф 柔 («мягкость»), что и в названии вида спорта, только не в «онном» (дзю:), а в «кунном» чтении. Дзюдо также была посвящена манга 1988—1997 годов Кацутоси Каваи «Затяни пояс потуже!» (яп. 帯をギュッとね! Obi o Gyuttone!).
Со 2 апреля по 24 сентября 1969 года в эфире Fuji Television демонстрировались 26 серий аниме «Дзюдо бой» или «Курэнай Сансиро» (яп. 紅三四郎 курэнай сансиро:) Тацуо Ёсиды.
В 2004 г. в Гонконге был снят фильм «Бросок вниз» (Yau doh lung fu bong), сюжет которого повествует о жизненном кризисе бывшего чемпиона по дзюдо и его возвращении к нормальной жизни через тренировки и обретение прежней уверенности в своих силах.
В 1988 году издана книга Альберта Иванова «Король дзюдо» о семиклассниках, которые увлекаются дзюдо.

### На русском языке
- Кано Дзигоро. Общие сведения о дзюдо и его ценности в деле воспитания // Хидэн. Боевые искусства и рукопашный бой : Научно-методический сборник под редакцией Горбылёва А. М.. — М.: ФГУП Издательство «Известия» УД П РФ, 2008. — Вып. 1. — С. 118—173.
- Горбылёв А. М. Очерк истории дзюдо. Начало пути // Додзё. Воинские искусства Японии : Научно-популярный методический сборник. — М.: ООО «Будо-спорт», 2001. — Вып. 6. — С. 7—15.
- Горбылёв А. М. Очерк истории дзюдо. «Смертельная битва» с дзю-дзюцу // Додзё. Воинские искусства Японии : Научно-популярный методический сборник. — М.: ООО «Будо-спорт», 2001. — Вып. 7. — С. 5—14.
- Горбылёв А. М. Очерк истории дзюдо. От национального признания к олимпийскому виду спорта // Додзё. Воинские искусства Японии : Научно-популярный методический сборник. — М.: ООО «Будо-спорт», 2001. — Вып. 8. — С. 5—13.

- Хейн Эссинк. Дзюдо. — Москва, «Физкультура и спорт», 1974. — 116 с.
- Михал Вахун. Дзюдо - основы тренировки. — Минск, «Полымя», 1983. — 128 с.
- Г. Пархомович. Основы классического дзюдо. — «Урал-Пресс», 1993. — 302 с. — ISBN 5-86610-037-1.
- С. А. Косоротов, А. Д. Арабаджиев. Каноны дзюдо. — М.: Издательский дом «Будо-Спорт», 2007. — 128 с. — ISBN 5-901826-12-4.
- Коблев Я. К. Система многолетней подготовки спортсменов международного класса в борьбе дзюдо. — 1990.
- Еганов А. В. Дзюдо: учебник для студентов физкультурных ВУЗов, обучающихся по направлению 032100 — «Физическая культура» и специальности 032101 — «Физическая культура», а также для слушателей системы повышения квалификации" / Федеральное агентство по физической культуре и спорту, Уральский государственный университет физической культуры. — Челябинск: УралГУФК, 2008. — 350 с. — ISBN 978-5-93216-288-0

### На других языках
- Jigoro Kano. Kodokan Judo: The Essential Guide to Judo. — Kodansha International, 1994. — 264 с. — ISBN 4770017995.
- Kyuzo Mifune. The Canon of Judo: Classic Teachings on Principles and Techniques. — 2nd edition. — Kodansha International, 2004. — 224 с. — ISBN 4770029799.
- John Stevens: The Way of Judo: A Portrait of Jigoro Kano and His Students - 2013 - ISBN 1590309162